# Кубок європейських чемпіонів (хокей із шайбою)
Кубок європейських чемпіонів (англ. IIHF European Champions Cup) — щорічний клубний хокейний турнір. Був заснований у 1965 році з ініціативи хокейного союзу ФРН. З наступного року проводився під егідою Міжнародної федерації хокею із шайбою. З 1992 року турнір змінив назву на Кубок Європи. В 1996/97 був проведений останній сезон Кубка Європи. У цьому сезоні проводилися два рівноцінні змагання, другий — Євроліга проіснувала чотири сезони. У 2005 році було відроджено кубок європейських чемпіонів. В сезоні 2008/09 він змінив назву на Хокейну лігу Європи. Після 2009 року турнір не проводився.

## Переможець та фіналіст
| Рік                          | Переможець                 | Фіналіст                   |
| ---------------------------- | -------------------------- | -------------------------- |
| Кубок європейських чемпіонів |                            |                            |
| 1966                         | ЗКЛ (Брно)                 | «Фюссен»                   |
| 1967                         | ЗКЛ (Брно)                 | «Ільвес» (Тампере)         |
| 1968                         | ЗКЛ (Брно)                 | «Дукла» (Їглава)           |
| 1969                         | ЦСКА (Москва)              | «Клагенфурт АК»            |
| 1970                         | ЦСКА (Москва)              | «Спартак» (Москва)         |
| 1971                         | ЦСКА (Москва)              | «Дукла» (Їглава)           |
| 1972                         | ЦСКА (Москва)              | «Брюнес» (Євле)            |
| 1973                         | ЦСКА (Москва)              | «Брюнес» (Євле)            |
| 1974                         | ЦСКА (Москва)              | «Тесла» (Пардубице)        |
| 1975                         | «Крила Рад» (Москва)       | СОНП (Кладно)              |
| 1976                         | ЦСКА (Москва)              | СОНП (Кладно)              |
| 1977                         | СОНП (Кладно)              | «Спартак» (Москва)         |
| 1978                         | ЦСКА (Москва)              | СОНП (Кладно)              |
| 1979                         | ЦСКА (Москва)              | СОНП (Кладно)              |
| 1980                         | ЦСКА (Москва)              | «Таппара» (Тампере)        |
| 1981                         | ЦСКА (Москва)              | ГІФК (Гельсінкі)           |
| 1982                         | ЦСКА (Москва)              | ВЖКГ (Острава)             |
| 1983                         | ЦСКА (Москва)              | «Дукла» (Їглава)           |
| 1984                         | ЦСКА (Москва)              | «Дукла» (Їглава)           |
| 1985                         | ЦСКА (Москва)              | «Кельнер Гайє» (Кельн)     |
| 1986                         | ЦСКА (Москва)              | «Сердетельє»               |
| 1987                         | ЦСКА (Москва)              | ВСЖ (Кошице)               |
| 1988                         | ЦСКА (Москва)              | «Тесла» (Пардубице)        |
| 1989                         | ЦСКА (Москва)              | ВСЖ (Кошице)               |
| 1990                         | ЦСКА (Москва)              | «Юргорден» (Стокгольм)     |
| 1991                         | «Юргорден» (Стокгольм)     | «Динамо» (Москва)          |
| 1992                         | «Юргорден» (Стокгольм)     | «Дюссельдорф»              |
| Кубок Європи                 |                            |                            |
| 1993                         | «Мальме»                   | «Динамо» (Москва)          |
| 1994                         | ТПС (Турку)                | «Динамо» (Москва)          |
| 1995                         | «Йокеріт» (Гельсінкі)      | «Лада» (Тольятті)          |
| 1996                         | «Йокеріт» (Гельсінкі)      | «Кельнер Гайє» (Кельн)     |
| 1997                         | «Лада» (Тольятті)          | МоДо (Ерншельдсвік)        |
| Євроліга                     |                            |                            |
| 1997                         | ТПС (Турку)                | «Динамо» (Москва)          |
| 1998                         | «Саміна» (Фельдкірх)       | «Динамо» (Москва)          |
| 1999                         | «Металург» (Магнітогорськ) | «Динамо» (Москва)          |
| 2000                         | «Металург» (Магнітогорськ) | «Спарта» (Прага)           |
| Кубок європейських чемпіонів |                            |                            |
| 2005                         | «Авангард» (Омськ)         | «Кярпят» (Оулу)            |
| 2006                         | «Динамо» (Москва)          | «Кярпят» (Оулу)            |
| 2007                         | «Ак Барс» (Казань)         | ГПК (Гямеенлінна)          |
| 2008                         | «Металург» (Магнітогорськ) | «Спарта» (Прага)           |
| Хокейна ліга чемпіонів       |                            |                            |
| 2009                         | «Ліонс» (Цюрих)            | «Металург» (Магнітогорськ) |